# Boesner-Unternehmensgruppe

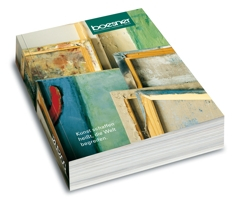
Boesner-Katalog, erscheint seit 1986 regelmäßig

Die Boesner-Unternehmensgruppe ist ein Groß- und Einzelhändler für Künstlermaterial, Rahmungen und Kunstbücher in Deutschland, Frankreich, Österreich und in der Schweiz. 
Zum Unternehmen gehören 46 Niederlassungen, ein Versandservice sowie ein Zeitschriften- und der Buchverlag ars momentum Kunstverlag. 

## Geschichte
Unternehmensgründer Wolfgang Boesner (* 1951) ist Diplom-Betriebswirt. 1981 wurde er Maler und Bildhauer in Bochum. Am 1. April 1982 gründete er die Firma Boesner. Drei Jahre später zog das Unternehmen in den Wittener Stadtteil Herbede um, wo bis heute die Firmenzentrale ist.
1986 stieg der jüngere Bruder des Firmengründers, Klaus Boesner, mit ins Unternehmen ein. 1987 wurde die zweite Niederlassung in Köln eröffnet, 1989 die dritte in Forstinning bei München. In den 1990er-Jahren – vor allem von 2004 bis 2011 – expandierte Boesner bis in die Schweiz, Österreich, Frankreich, Schweden und Dänemark. 
Bis heute ist die Zahl der Niederlassungen auf 46 gewachsen, die Mitarbeiterzahl auf rund 850. Die durchschnittliche Verkaufsfläche einer Boesner-Niederlassung misst 3.000 m².

## Unternehmensstruktur

### Holding
Übergeordnete Organisation der Boesner-Unternehmensgruppe ist die boesner GmbH holding + innovations, die zentrale Serviceleistungen für die Niederlassungen zur Verfügung stellt (Produkteinkauf, Mediendesign, Marketing, Betreuung der IT-Systeme). Auch die Bereiche Finanzen und Personal sind am Wittener Standort angesiedelt.

### Niederlassungen
Die Unternehmensgruppe besteht aus insgesamt 46 eigenständigen Niederlassungen, davon 36 in Deutschland, drei in Österreich, vier in der Schweiz, vier in Frankreich, ein Online-Shop in Schweden und einer in Dänemark. Die meisten Niederlassungen bieten in eigenen Rahmenwerkstätten individuelle Einrahmungsarbeiten an, Cafés oder Leseecken in den Buchabteilungen ergänzen das Angebot. Regelmäßig finden Schulungen und Seminare in den Bereichen Materialanwendung, Maltechnik und Marketing für Künstler statt. Die Geschäftsführer sind in der Regel an der jeweiligen Niederlassung beteiligt.

### Boesner-Versandservice
Die boesner Versandservice GmbH ist seit 2001 ebenfalls in Witten angesiedelt und liefert Bestellungen weltweit aus. Das Sortiment umfasst circa 26.000 Artikel.

## Veranstaltungen
Jährlich finden nach eigener Angabe über 500 Workshops, Lesungen und Vorführungen in den Boesner-Niederlassungen statt. Die Themenbereiche reichen von Maltechniken (Ölmalerei, Acrylmalerei, Aquarellieren) bis hin zu Druck- und Radiertechniken, erschließen aber auch rechtliche Fragestellungen und Selbstmarketing für Künstler.

## Kunstpreis
Anlässlich des 30-jährigen Firmenjubiläums stiftete Boesner 2012 den boesner art award, der 2014 zum zweiten Mal vergeben wurde. Der Kunstpreis würdigt herausragende Leistungen der bildenden Kunst und stellt als einziger Preis in Deutschland den Materialaspekt in den Fokus. Der boesner art award ist mit einer Preissumme von 17.500 € dotiert (1. Platz: 10.000 €, 2. Preis 5.000 € und 3. Preis 2.500 €) und richtet sich an professionell tätige Künstler. Eine Jury aus Kunstwissenschaftlern, Kuratoren und Museumsfachleuten mit folgenden Mitgliedern entschied 2014 über die Preisvergabe:
- Kunibert Bering (Kunstakademie Düsseldorf)
- Sepp Hiekisch-Picard (Kunstmuseum Bochum)
- Christoph Kohl (Märkischen Museum Witten)
- Dietmar Rübel (Hochschule für Bildende Künste Dresden)
- Monika Wagner (Universität Hamburg)

Die feierliche Verleihung des boesner art award 2012 und 2014 richtete Boesner in Kooperation mit dem Märkischen Museum Witten aus, in dem auch die abschließenden Ausstellungen zu sehen waren.

## Veröffentlichungen

### Das boesnerKunstportal
Auf www.boesner.com/kunstportal veröffentlicht das Unternehmen regelmäßig Text- und Filmbeiträge, die Inspiration und Impulse rund um die künstlerische Arbeit geben: Porträts zeitgenössischer Künstlerinnen und Künstler, Hintergrundgeschichten, Interviews, Ausstellungsberichte, Informationen zu Künstlermaterialien und ihrer Anwendung, Buchtipps und aktuelle Hinweise zu Veranstaltungen und Workshops in den boesner-Häusern.

### Kundenmagazin
Kunst&material ist das Kundenmagazin der Firma Boesner. Es erscheint alle acht Wochen mit einer Auflage von nach eigenen Angaben 34.000 Exemplaren.
Ein weiteres Kundenmagazin mit stärkerem Praxis- und Materialbezug ist die boesnerzeitung. Diese erscheint alle 3 Monate mit einer Auflage von 68.000 Exemplaren und ist kostenlos.  